# برج هرکول
برج هرکول یک فانوس دریایی بازمانده از روم باستان است که در فاصله ۲٫۴ کیلومتری مرکز شهر لاکرونیا در شمال غربی اسپانیا قرار گرفته است.